# Topotecan
Topotecan (INN; Handelsname Hycamtin; Hersteller Novartis) ist ein Arzneistoff, der halbsynthetisch als Abkömmling (Derivat) des Pflanzeninhaltsstoffes Camptothecin hergestellt wird. Camptothecin ist ein Alkaloid und wird aus der Pflanze Camptotheca acuminata gewonnen.
Topotecan ist ein leicht gelblich bis grünliches Pulver und wird als Chemotherapeutikum zur Behandlung von Krebserkrankungen eingesetzt. Topotecan gehört zu der Zytostatika-Gruppe der Topoisomerase-Hemmer.

## Wirkungsmechanismus
Topotecan (wie auch Camptothecin) ist ein Hemmer der DNA-Topoisomerase I. Die DNA-Topoisomerase I hat die physiologische Funktion, Scherungsstress des DNA-Doppelstrangs durch Verursachung von DNA-Einzelstrangbrüchen abzubauen. Topotecan lagert sich dem Komplex aus Topoisomerase I und DNA an und verhindert den Wiederverschluss des zuvor erfolgten DNA-Einzelstrangbruchs. Nach gegenwärtigem Wissensstand verursacht die Replikation von DNA durch die entsprechenden Enzyme wie DNA-Polymerasen bei Kontakt mit dem Komplex aus Topotecan, DNA und DNA-Topoisomerase I einen Doppelstrangbruch der DNA und somit einen Abbruch der DNA-Replikation. Säugetierzellen besitzen keine ausreichend effizienten DNA-Reparaturmechanismen, um solche DNA-Doppelstrangbrüche zu reparieren.

Bemessen am Zellzyklus ist Topotecan nur in der S-Phase des Zellzyklus (DNA-Synthese) wirksam. Ruhende Zellen (gesunde und krankhafte), welche nicht DNA synthetisieren und somit nicht in der S-Phase des Zellzyklus sind, werden durch Topotecan nicht geschädigt.

Verwandte Substanzen mit gleichem Wirkungsmechanismus sind Irinotecan und Camptothecin. Etoposid (VP16) und Teniposid (VM26) sind zwar auch Topoisomerase-Hemmer; sie hemmen aber die DNA-Topoisomerase II.

## Metabolisierung
Topotecan ist wie Irinotecan wasserlöslich. Im Gegensatz zu Irinotecan ist Topotecan jedoch kein Prodrug.

## Anwendungsgebiet(e)

### Ovarialkarzinom, metastasiert und therapierefraktär
In der Bundesrepublik Deutschland ist Topotecan zur Behandlung von metastasierten (gestreuten) Ovarialkarzinomen (Eierstockkrebs) zugelassen, wenn das Ovarialkarzinom auf eine primäre (1st line) Behandlung nicht oder nur unzureichend angesprochen hat (wörtlich: Versagen einer Primär- oder Folgetherapie).

### Bronchialkarzinom, kleinzellig, therapierefraktär
In den USA ist Topotecan zur Behandlung von kleinzelligen Bronchialkarzinomen (SCLC; small cell lung carcinoma) zugelassen, welche auf eine primäre (1st line) Behandlung nicht angesprochen haben und gegenüber Topotecan empfindlich sind.

In der Bundesrepublik Deutschland ist Topotecan zugelassen für (Zitat) „Patientinnen und Patienten mit rezidiviertem kleinzelligen Bronchialkarzinom (SCLC), die für eine Wiederbehandlung mit dem in der Primärtherapie verwendeten Behandlungsschema nicht geeignet sind.“ (Fachinformation Hycamtin® 1 mg von 01/2006)

### Kinder und Jugendliche
Bei Kindern und Jugendlichen wird Topotecan gegenwärtig im Rahmen klinischer Studien erprobt.
- in Kombination mit Cyclophosphamid und Etoposid: Neuroblastom
- in Kombination mit Cyclophosphamid, Etoposid und Carboplatin: Rhabdomyosarkom

Nach gegenwärtigem Stand des Wissens ist Topotecan bei den zuvor genannten Tumorerkrankungen keine Standardtherapie.

## Gegenanzeigen
Topotecan darf unter gar keinen Umständen verabreicht werden bei:
- Überempfindlichkeit gegen Topotecan, Irinotecan oder Campothecin
- Bestehender schwerer Knochenmarkdepression
- Während Schwangerschaft und Stillzeit

Eine Indikation unter striktester Nutzen-Risiko-Abwägung ist gegeben bei:
- stark eingeschränkter Nierenfunktion
- stark eingeschränkter Leberfunktion (infolge Leberzirrhose mit Serumbilirubinwerten > 10 mg/dl)
- mäßiggradiger Knochenmarkdepression

Topotecan ist bei Kindern nicht ausreichend getestet und folgerichtig auch nicht für Kinder und Jugendliche zugelassen. Die Behandlung von Kindern mit Krebserkrankungen unter Anwendung von Topotecan im Rahmen einer Chemotherapie sollte – wenn überhaupt – ausschließlich im Rahmen von Studien erfolgen.

## Nebenwirkungen
- Myelosuppression (Knochenmarktoxizität): Manifestiert sich Neutropenie, Anämie und Thrombopenie. Blutbildkontrollen sind bei der Anwendung von Topotecan erforderlich. Die Verabreichung von G-CSF kann erfolgen, muss aber nicht.
- Alopezie möglich
- Lebertoxizität (Leberschädigung): manifestiert als Transaminasenerhöhung, Hyperbilirubinämie (Gelbsucht) bis zum Leberversagen.
- Nierentoxizität (Nierenschädigung): manifestiert als Kreatininanstieg, bisweilen aber auch Nierenversagen, vor allem bei gleichzeitigem Flüssigkeitsverlust durch Durchfall.
- Hypersensitivität (Überempfindlichkeit, allergische Reaktion)
- Kanzerogenität (Hervorrufen von Krebserkrankungen): Nach gegenwärtigem Stand des Wissens gibt es Hinweise darauf, dass der Einsatz bzw. Gebrauch von Topoisomerase-I-Hemmern wie Topotecan das Auftreten von Leukämien begünstigen kann. Gesichert ist, dass der Einsatz von Topoisomerase-II-Hemmern wie Etoposid bei Überschreiten von bestimmten Schwellendosen das Auftreten von Leukämien begünstigt.